# Mélido Pérez
Mélido Turpen Gross Pérez (né le 15 février 1966 à San Cristobal, République dominicaine) est un lanceur droitier de baseball ayant évolué dans les Ligues majeures de 1987 à 1995.
Ses frères Pascual et Carlos Pérez ainsi que son cousin Yorkis Pérez sont tous d'anciens joueurs des Ligues majeures.

## Carrière

### Royals de Kansas City
Mélido Pérez signe son premier contrat professionnel avec les Royals de Kansas City en 1983. Il fait ses débuts dans le baseball majeur avec cette équipe le 4 septembre 1987. Pérez ne joue que trois parties avec les Royals. Le 10 décembre 1987, ceux-ci l'échangent aux White Sox de Chicago en compagnie de trois autres jeunes lanceurs : John Davis, Greg Hibbard et Chuck Mount. Ce dernier n'atteindra pas les majeures. En retour les White Sox cèdent à Kansas City le lanceur Floyd Bannister et le troisième but Dave Cochrane. 

### White Sox de Chicago
Pérez s'impose comme lanceur partant à Chicago à sa saison recrue en 1988 : il présente une moyenne de points mérités de 3,79 en 197 manches lancées et remporte 12 victoires contre 10 défaites en 32 départs. 
En 1989, il gagne 11 matchs contre 14 défaites avec une moyenne plus élevée de 5,01 points mérités accordés par partie. 
En 1990, il remporte 13 victoires dont 3 blanchissages, encaisse 14 défaites et affiche une moyenne de 4,61. Le 12 juillet 1990 dans une victoire de 8-0 des White Sox sur les Yankees de New York, Melido Pérez lance un match sans point ni coup sûr mais le match est joué sur seulement six manches, la pluie y mettant terme. À l'époque, le baseball majeur considère cette performance comme un match sans coup sûr officiel, mais la ligue révise cette définition la saison suivante et ne considère désormais plus les parties sans coup sûr de moins de 9 manches.
En 1991, Pérez n'effectue que 8 départs pour les White Sox mais apparaît 41 fois comme releveur. Sa moyenne est bien meilleure que la saison précédente et s'élève à 3,12. Le 10 janvier 1992, Chicago échange Pérez et les lanceurs Bob Wickman et Domingo Jean aux Yankees de New York contre le joueur de deuxième but étoile Steve Sax. 

### Yankees de New York
Redevenu lanceur partant, Mélido Pérez excelle à sa première année à New York avec une moyenne de points mérités d'à peine 2,87 en 247 manches et un tiers au monticule. Le peu de support offensif de ses coéquipiers lui occasionnent une fiche perdante de 13 gains et 16 revers en 33 départs. Pérez lance 10 matchs complets cette année-là, dont un blanchissage. Ses 218 retraits sur des prises cette année-là le placent deuxième de la Ligue américaine derrière les 241 de Randy Johnson et troisième dans toutes les majeures après David Cone et Johnson. Il ne réédite pas de performances similaires et est ralenti par les blessures au cours des trois années suivantes. Il est opéré au coude droit en 1996 et un essai chez les Indians de Cleveland au printemps 1998 le convainc de prendre sa retraite.
Mélido Pérez a disputé 243 parties dans le baseball majeur de 1987 à 1995, dont 201 comme lanceur partant. Sa moyenne au bâton s'élève à 4,17 et il compte 1092 retraits sur des prises en 1354 manches et deux tiers lancées. Il a gagné 78 matchs et a subi 85 défaites, avec 20 matchs complets et 5 blanchissages.